# Rijksbeschermd gezicht Voorschoten
Gezicht Voorschoten is een van rijkswege beschermd dorpsgezicht in Voorschoten in de Nederlandse provincie Zuid-Holland. De procedure voor aanwijzing werd gestart op 10 augustus 1966. Het gebied werd op 23 februari 1968 definitief aangewezen. Het beschermd gezicht beslaat een oppervlakte van 5,2 hectare.
Panden die binnen een beschermd gezicht vallen krijgen niet automatisch de status van beschermd monument. Wel zal de gemeente het bestemmingsplan aanpassen om nieuwe ontwikkelingen in het gebied te reguleren. De gezichtsbescherming richt zich op de stedenbouwkundige en cultuurhistorische waardering van een gebied en wil het toekomstig functioneren daarvan veiligstellen.